# Scherma ai Giochi della XXVI Olimpiade
La scherma alle Olimpiadi estive del 1996 di Atlanta fu rappresentata da dieci eventi su dodici.
Si disputarono tutte le gare ad eccezione della Sciabola femminile Individuale e della Sciabola femminile a Squadre come previsto dal regolamento del Cio.

## Eventi
| Arma     | Uomini      | Uomini    | Donne       | Donne     | Totale |
| Arma     | Individuale | A squadre | Individuale | A squadre | Totale |
| -------- | ----------- | --------- | ----------- | --------- | ------ |
| Spada    | ■           | ■         | ■           | ■         | 4      |
| Fioretto | ■           | ■         | ■           | ■         | 4      |
| Sciabola | ■           | ■         | N/D         | N/D       | 2      |
| Totale   | 3           | 3         | 2           | 2         | 10     |

## Podi

### Uomini
| Evento                          | Oro                                                          | Argento                                                                       | Bronzo                                                   |
| Spada                           |                                                              |                                                                               |                                                          |
| Spada individuale (dettagli)    | Aleksandr Beketov                                            | Iván Trevejo                                                                  | Géza Imre                                                |
| Spada a squadre (dettagli)      | Italia Sandro Cuomo Angelo Mazzoni Maurizio Randazzo         | Russia Aleksandr Beketov Pavel Kolobkov Valerij Zacharevič                    | Francia Jean-Michel Henry Robert Leroux Éric Srecki      |
| Fioretto                        |                                                              |                                                                               |                                                          |
| Fioretto individuale (dettagli) | Alessandro Puccini                                           | Lionel Plumenail                                                              | Franck Boidin                                            |
| Fioretto a squadre (dettagli)   | Russia Il'gar Mamedov Vladislav Pavlovič Dmitrij Ševčenko    | Polonia Piotr Kiełpikowski Adam Krzesiński Jarosław Rodzewicz Ryszard Sobczak | Cuba Oscar García Elvis Gregory Rolando Tucker           |
| Sciabola                        |                                                              |                                                                               |                                                          |
| Sciabola individuale (dettagli) | Stanislav Pozdnjakov                                         | Sergej Šarikov                                                                | Damien Touya                                             |
| Sciabola a squadre (dettagli)   | Russia Grigorij Kirienko Stanislav Pozdnjakov Sergej Šarikov | Ungheria Csaba Köves József Navarrete Bence Szabó                             | Italia Raffaello Caserta Luigi Tarantino Antonio Terenzi |

### Donne
| Evento                          | Oro                                                                  | Argento                                                        | Bronzo                                                       |
| Spada                           |                                                                      |                                                                |                                                              |
| Spada individuale (dettagli)    | Laura Flessel-Colovic                                                | Valérie Barlois                                                | Gyöngyi Szalay-Horváth                                       |
| Spada a squadre (dettagli)      | Francia Valérie Barlois Laura Flessel-Colovic Sophie Moressée-Pichot | Italia Laura Chiesa Elisa Uga Margherita Zalaffi               | Russia Karina Aznavurjan Julija Garaeva Marija Mazina        |
| Fioretto                        |                                                                      |                                                                |                                                              |
| Fioretto individuale (dettagli) | Laura Badea-Cârlescu                                                 | Valentina Vezzali                                              | Giovanna Trillini                                            |
| Fioretto a squadre (dettagli)   | Italia Francesca Bortolozzi Giovanna Trillini Valentina Vezzali      | Romania Laura Badea-Cârlescu Zsofia Lazăr-Szabo Roxana Scarlat | Germania Sabine Bau Anja Fichtel-Mauritz Monika Weber-Koszto |

## Medagliere
| Posizione | Paese    |    |    |    | Totale |
| --------- | -------- | -- | -- | -- | ------ |
| 1         | Russia   | 4  | 2  | 1  | 7      |
| 2         | Italia   | 3  | 2  | 2  | 7      |
| 3         | Francia  | 2  | 2  | 3  | 7      |
| 4         | Romania  | 1  | 1  | 0  | 2      |
| 5         | Ungheria | 0  | 1  | 2  | 3      |
| 6         | Cuba     | 0  | 1  | 1  | 2      |
| 7         | Polonia  | 0  | 1  | 0  | 1      |
| 8         | Germania | 0  | 0  | 1  | 1      |
| Totale    | Totale   | 10 | 10 | 10 | 30     |